# Yates (Nowy Jork)
Yates – miasto w Stanach Zjednoczonych, w stanie Nowy Jork, w hrabstwie Orleans.